# 석가모니 (영화)
"석가모니"는 1964년 공개된 대한민국의 영화이다.

## 배역
- 신영균
- 박노식
- 김지미
- 조미령
- 박암
- 이대엽
- 최지희
- 이민자
- 황정순
- 이예춘
- 최남현
- 김칠성
- 김운하
- 김신재
- 추석양
- 임해림
- 전계현
- 남미리
- 김동원
- 최삼
- 정철
- 박금희
- 이업동
- 지방열
- 송미남
- 김용학
- 성광현
- 윤일주
- 성소민
- 박광진
- 양택조